# Johannes Ruch
Johannes „Johann“ Ruch (* 9. Juli 1950 in Gießen) ist ein ehemaliger deutscher Radrennfahrer.

## Sportliche Laufbahn
Ruch war 1970 und 1971 für die deutsche Nationalmannschaft in der Tour de l’Avenir am Start. 1970 wurde er 13., 1971 schied er aus dem Etappenrennen aus. In der Internationalen Rheinland-Pfalz-Rundfahrt 1970 kam er auf den 10. Platz, 1971 wurde er Fünfter der Rheinland-Pfalz-Rundfahrt. 1972 wurde er bei den nationalen Meisterschaften im Mannschaftszeitfahren mit seinem Verein RSV Viktoria Lövenich Zweiter. Mit ihm wurden Erwin Derlick, Erwin Tischler und Klaus-Peter Thaler Vize-Meister. 1973 wurde er Dritter der Meisterschaft. In der Tour de l’Avenir kam er auf den 7. Rang der Gesamtwertung. Im Grand Prix Guillaume Tell wurde Ruch Zweiter hinter Guy Leleu. Ruch gewann in dem Rennen die Bergwertung, die Punktewertung und die Kombinationswertung. In der Rheinland-Pfalz-Rundfahrt 1973 siegte er auf einem Tagesabschnitt.
Im Rennen der UCI-Straßen-Weltmeisterschaften der Amateure 1973 wurde er als 13. klassiert. 1974 und 1975  schied er im Profirennen aus.
1974 und 1975 fuhr er als Berufsfahrer im deutschen Radsportteam Rokado. Als Profi konnte er keine Erfolge erzielen. 1974 wurde er 40. im Giro d’Italia.